# Grossglockneriidae
Grossglockneriida
Ordre
Famille
Les Grossglockneriidae sont une famille de Ciliés de la classe des Colpodea et de l’ordre des Colpodida, ou uniques représentants de l’ordre des Grossglockneriida selon les classifications.

## Étymologie
Le nom de la famille vient du genre type Grossglockneria, nommé d'après la région du Großglockner, où W. Foissner étudia la faune de ciliés.

## Liste des genres
Selon GBIF (23 novembre 2022) :
- Fungiphrya Foissner, 1999
- Grossglockneria Foissner, 1980 - genre type
- Mykophagophrys Foissner, 1995
- Nivaliella Foissner, 1980
- Pseudoglaucoma Wenzel, 1953[note 1],[3]
- Pseudoplatyophrya Foissner, 1980

## Systématique
Le nom valide de ce taxon est Grossglockneriidae Foissner, 1980.